# Capitals i tombes de l'antic regne de Koguryö
Capitals i tombes de l'antic regne de Koguryö és el nom que rep una àrea situada prop de la ciutat de Ji'an, a la província xinesa de Jilin, considerada com a Patrimoni de la Humanitat per la UNESCO des de l'any 2004. Koguryö (o Goguryeo, 37 aC - 668 dC) va ser un antic regne situat en el que avui és el nord-est de la Xina i la península de Corea del Nord.
El lloc conté restes arqueològiques de tres ciutats-fortalesa: (Wunu, Gungnae i Wandu) i quaranta tombes identificades de la família imperial dels Koguryö així com de nobles de la cort.

## Capitals
La ciutat de la muntanya de Wunu (Onyeosanseong), fundada l'any 37 aC, va ser la primera capital del regne de Koguryö. La capital va ser transferida a Gungnae trenta anys més tard i després va passar a Pyongyang, actual capital de Corea del Nord, l'any 427. Aquestes àrees estan a la Xina, però van ser històricament al territori de Goguryeo, un regne proto-coreà. Durant diversos segles, Guonei i Wundu van ser el centre econòmic, polític i cultural del regne.
Onyeosanseong ha estat excavada només parcialment. Gungnae, dins la moderna ciutat de Ji'an, va exercir el paper d'una capital de suport després que la capital de Goguryeo es va traslladar a Pyongyang, i Wandu té molts vestigis incloent un gran palau i moltes tombes.
Les ciutats capitals de Goguryeo són un exemple primerenc de les ciutats de muntanya que més tard van imitar les cultures veïnes. El sistema de ciutats capitals representadess per la fortalesa de Gungnae i la Muntanya Wandu també va influir, a posterioritat, en la construcció de capitals construïdes pel règim de Goguryeo. Representen una integració perfecta de la creació humana i la natura ja sigui amb les roques o amb els boscos i rius.

## Tombes

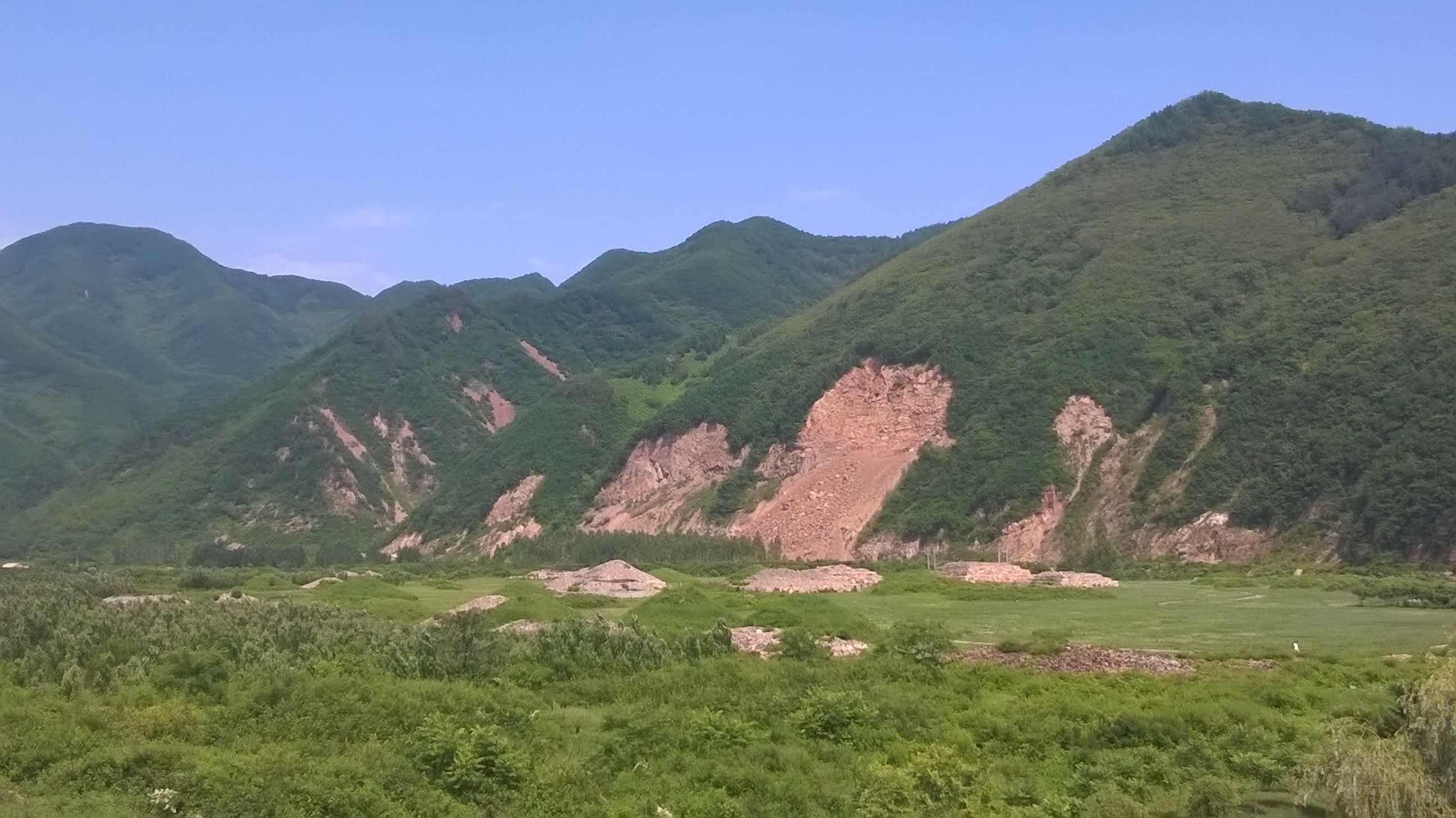
Vista general d'algunes tombes

El lloc inclou restes arqueològiques de 40 tombes que van ser construïts per Goguryeo, fundada per Jumong en una regió anomenada Jolbon, que es creu que es troba entre la conca del riu Yalu i el Tongjia, en la superposició de l'actual frontera entre la Xina i Corea del Nord. Algunes de les tombes presenten elaborats sostres, dissenyats per cobrir espais amplis, sense columnes, i suportar el pes de les pedres o túmuls que es col·locaven per sobre d'elles. Les pintures en les tombes, que representen les habilitats artístiques i l'estil específic, són també un exemple de la forta influència de diverses cultures.
Són les tombes dels reis de Goguryeo. La majoria són imperials (un total de 14), fetes de pedra i la seva forma evoca a una espècie de piràmide escalonada. Les cambres funeràries que es troben en el seu interior també estan fetes en pedra. També
hi ha un total de 27 tombes de membres de l'aristocràcia, fetes en pedra, amb les cambres funeràries adornades amb pintures murals.
A Corea del Nord es troba el Conjunt de tombes de Koguryö pertanyents al mateix regne i que també són considerades com a Patrimoni de la Humanitat.

## Llista d'indrets
Els llocs llistats com a Patrimoni de la Humanitat són:
| Codi     | Nom                          | Ubicació                       | Coordenades                                                  | Àrea                                                                | Imatge |
| -------- | ---------------------------- | ------------------------------ | ------------------------------------------------------------ | ------------------------------------------------------------------- | ------ |
| 1135-001 | Ciutat de la muntanya Wunü   | Districte de Huanren, Liaoning | 41° 19′ 0″ N, 125° 24′ 30″ E / 41.31667°N,125.40833°E        | Zona de protecció: 276 ha. Zona de respecte: 5.600 ha.              |        |
| 1135-002 | Ciutat de Gungnae            | Ji'an, Jilin                   | 41° 8′ 19.4″ N, 126° 10′ 34.3″ E / 41.138722°N,126.176194°E  | 59,240002 ha.                                                       |        |
| 1135-003 | Ciutat de la muntanya Wandu  | Ji'an, Jilin                   | 41° 9′ 51.2″ N, 126° 6′ 55.9″ E / 41.164222°N,126.115528°E   | 3219,209961 ha.                                                     |        |
| 1135-004 | Tombes de Huanwen i Ranmou   | Ji'an, Jilin                   | 41° 11′ 10.1″ N, 126° 16′ 31.8″ E / 41.186139°N,126.275500°E | Zona de protecció: 216,979996 ha. Zona de respecte: 8.542,44043 ha. |        |
| 1135-005 | Tomba 1, 2 i 4 de Changchuan | Ji'an, Jilin                   | 41° 15′ 44.5″ N, 126° 20′ 16.7″ E / 41.262361°N,126.337972°E | 393,429993 ha.                                                      |        |